# Rastellus sabulosus
Rastellus sabulosus is een spinnensoort uit de familie Ammoxenidae. De soort komt voor in Namibië.